# 美國歐洲與非洲陸軍
美國歐洲與非洲陸軍（英語：United States Army Europe and Africa，USAREUR - AF），是美國陸軍的军种组成司令部之一，負責監督與控制在美國歐洲司令部和美國非洲司令部負責區域的陸軍部隊。美國歐洲與非洲陸軍的前身是美國歐洲陸軍，在冷戰時期，這是北大西洋公約組織中央集团军群的的一部份，首要目標即為華沙公約組織的地面力量。1989年後，美國歐洲陸軍縮小了規模，主要任務轉變成與北約國家進行安全合作。
美國陸軍於2020年11月20日正式宣布美國非洲陸軍與美國歐洲陸軍正式合併，最高指揮官為四星上將。

## 任務
為美國在歐洲及非洲提供隨時可用的可恃戰力，包含快速反應及大規模地面作戰。並以靈活敏捷的適當姿態來威懾潛在威脅，向盟友保證在威懾失敗時迅速做出反應並取得勝利:1。

## 歷史

### 第二次世界大戰
美國歐洲陸軍的前身是存在於1942至1945年間的美國陸軍歐洲作戰區
，任務是指揮美軍在歐洲的陸軍地面部隊、陸軍航空部隊、陸軍勤務部隊，範圍涵蓋包含義大利北部和地中海沿岸。它與南邊的北非作戰區接壤。
1945年5月歐洲戰爭結束時，歐洲作戰區的總部位於法國凡爾賽。為了對佔領德國做準備，艾森豪上將將歐洲作戰區總部移至德國法蘭克福，與盟軍遠征部隊最高司令部同地。1945年7月1日，歐洲作戰區被重新指定為美國部隊歐洲戰區，這時候美國在歐洲的總兵力為240萬人，包含2個集团军群（六與十二），5個集团军（一、三、五、七、九），共有43個步兵師，16個裝甲師，3個空降師，11,000輛裝甲車輛。但在一年內，大量部隊返回美國本土或被遣散，人數減少到29萬人以下。第七軍團負責控制佔領區的西部，第三軍團負責東部，1945年11月，兩個軍團的指揮官以騎兵部隊為基礎，組織「保安部隊」，1946年5月1日在班貝格啟動了佔領區的美國保安部隊總部。一直到1950年代初，美國佔領部隊包含第1步兵師和約10個騎兵團組成的保安部隊。第七軍團於1946年3月在德國解編。

### 冷戰
1947年3月15日，美國部隊歐洲戰區總部正式更名為歐洲司令部（EUCOM），於1948年遷至海德堡。
這時候冷戰開始升溫，韓戰的爆發加劇了歐洲東西兩方的緊張局勢。1950年11月24日，歐洲司令部總部在司徒加特重啟第七軍團，位於美國占領區的兩支美國部隊，即第1步兵師和美國保安部隊，被分配給第七軍團，另外還有第五軍和第七軍。美國總統杜魯門在1950年12月就韓戰發佈國家緊急狀態後，四個位於美國本土的師被派往占領區，首先是1951年5月抵達的第4步兵師，然後第2裝甲師、第43步兵師、第28步兵師接續抵達歐洲，這些部隊共同負責美軍在歐洲防禦蘇聯的責任。
1952年8月1日，美國歐洲司令部（USEUCOM）在法蘭克福成立。同一天，在海德堡的歐洲司令部改為美國歐洲陸軍。
1966年12月1日，第七軍團總部被解編，由美國歐洲陸軍總部連取代。同年，法國宣佈退出北約，美軍必須在一年內從法國撤出。1967年1月，根據美國陸軍部NR DA796059消息，美國歐洲陸軍和第七軍團正式合併，成為美國歐洲陸軍與第七軍團。
1970年代至1980年代，駐德美軍屢屢成為恐怖分子的襲擊目標，發生一系列的暗殺或炸彈攻擊。1972年，位於法蘭克福的第五軍營遭到炸彈襲擊，一位軍官死亡，13人受傷。1985年，一名士兵被殺害，其身份證件在第二天被用於進入萊茵-美茵空軍基地裝設炸彈，2人死亡。1981年9月，美國歐洲陸軍司令腓特烈·克羅森的座車遭到RPG-7的攻擊造成他與其妻子受傷。

第五軍和第七軍在1980年代的駐防位置。

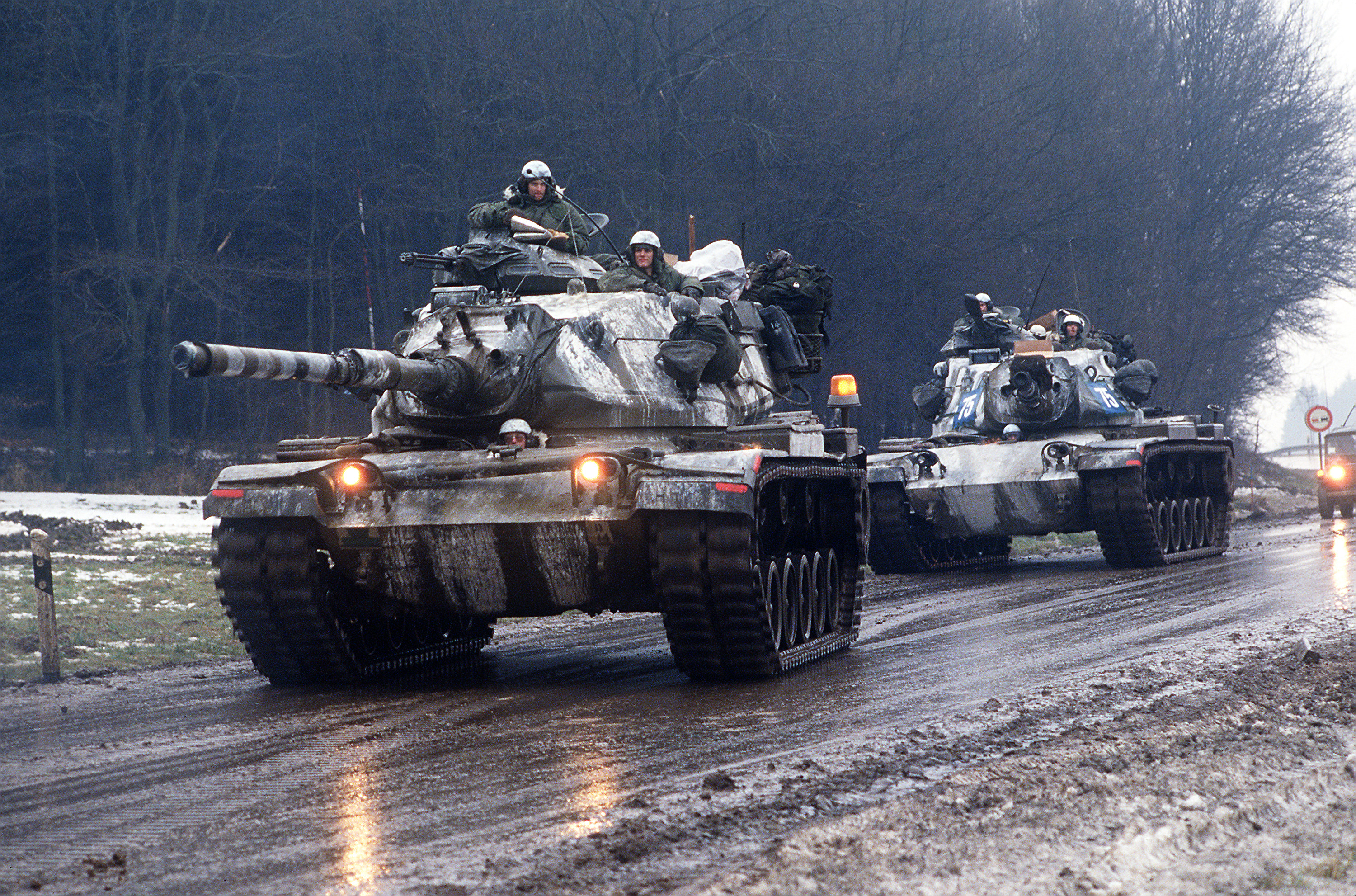
1985年在西德的M-60A3戰車.

### 1989年以後
德國統一和蘇聯解體使許多美國部隊返回本土或被解編，中程核子飛彈及化學武器也被撤除。
伊拉克於1990年8月入侵科威特後，美國歐洲陸軍向沙烏地阿拉伯部署軍隊，以及相關的支援和維護部門，最後甚至是整個第七軍，數量有75,000位人員、1,200輛戰車、1,700輛甲車，650門火砲、325架飛機。
在巴爾幹半島的衝突成為美國軍方關注的事件後，在1990年至1995年，美國歐洲陸軍在該地區進行了人道主義行動。1999年6月派出隼特遣部隊前往科索沃。
在2001年九一一事件之後，美國歐洲陸軍成為了美軍在伊拉克和阿富汗的支援中心。
2008年12月為了建立美國非洲司令部（AFRICOM），南歐特遣部隊脫離美國歐洲陸軍，以作為美國非洲司令部的陸軍部門。
2010年4月17日與第七軍團總部與總部連合併，改組並更名為美國歐洲陸軍總部與總部營。
2014年3月發生克里米亞危機後，美國開始將裝甲部隊重新部署到歐洲大陸。自2014年4月以來，也靠著執行大西洋決心行動來展現美國對北約盟國安全的承諾。美國陸軍採用「歐洲活動設置」（European Activity Set）來預先部署營級的車輛和裝備在歐洲，已在訓練或緊急行動時，提供給陸軍的區域聯合部隊。
2020年11月20日，美國陸軍宣布將美國歐洲陸軍和美國非洲陸軍合併為美國歐洲與非洲陸軍，最高指揮官從三星中將改為四星上將，這項改變還包括重新啟動了第五軍和南歐-非洲特遣部隊。

## 單位

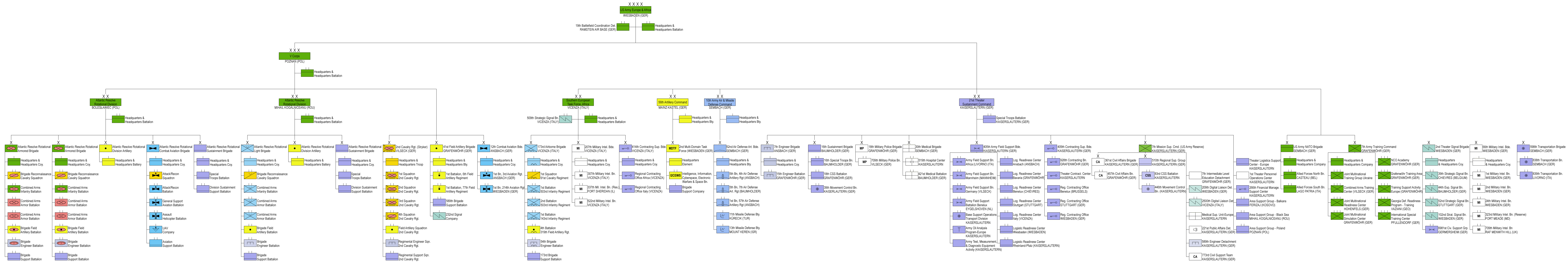
美國歐洲與非洲陸軍的組織結構圖。

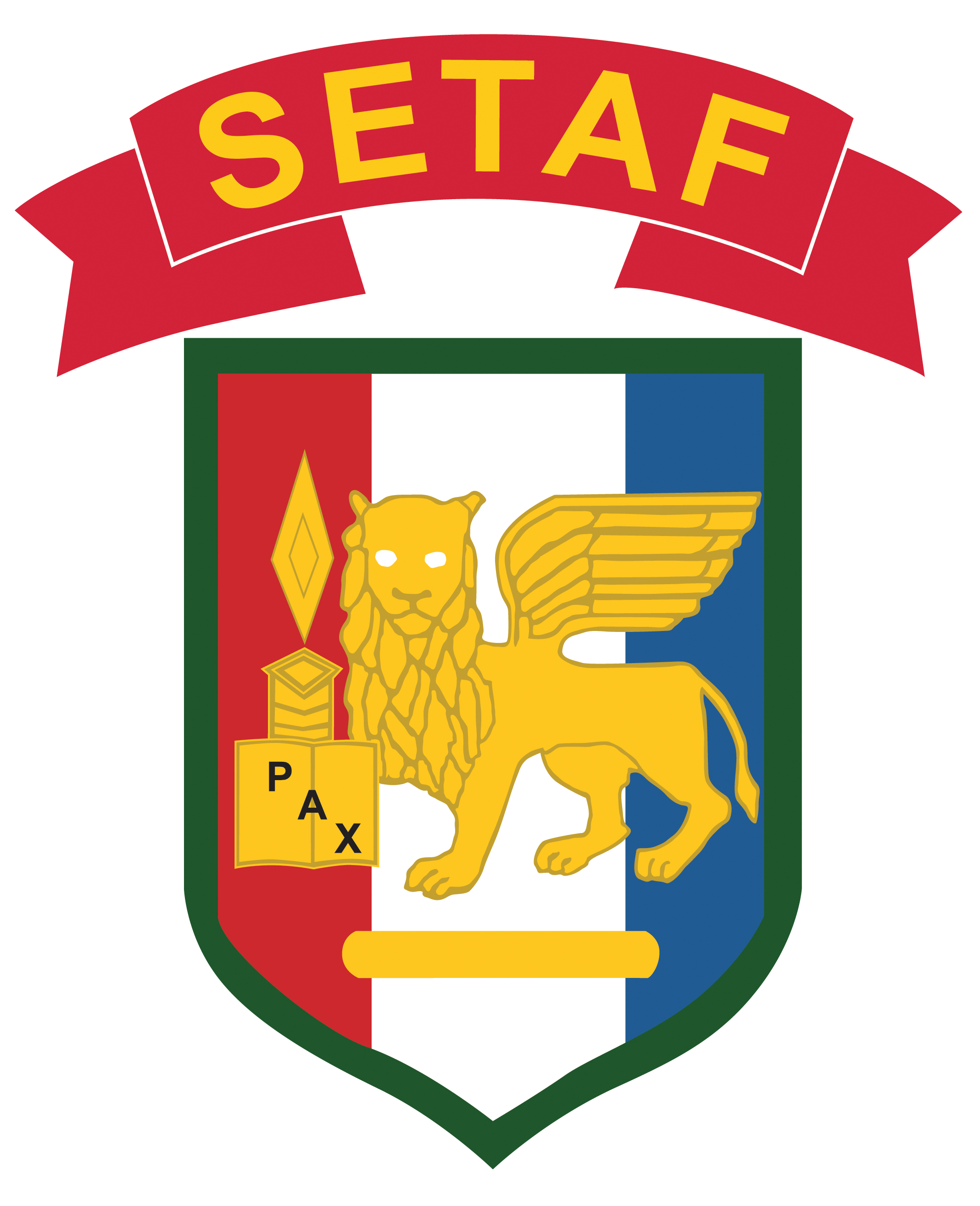
南歐特遣部隊臂章

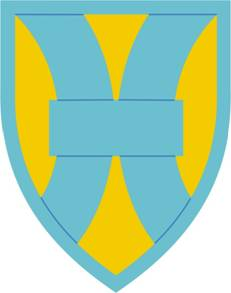
第21戰區維持司令部臂章

美國歐洲陸軍的下屬單位目前有:3：
- 美國歐洲陸軍總部與總部營
- 第五軍
  - 第12戰鬥航空旅（英语：12th Combat Aviation Brigade）
  - 第41野戰砲兵旅（英语：41st Field Artillery Brigade）
  - 第2騎兵團
- 南歐-非洲特遣部隊
  - 第173空降旅
  - 第207軍事情報旅（英语：207th Military Intelligence Brigade (Theater)）
- 第56砲兵司令部（英语：56th Artillery Command）
- 第10防空與飛彈防禦司令部（英语：10th Army Air and Missile Defense Command）
- 第七軍團訓練司令部（英语：7th Army Training Command）
- 第21戰區保障司令部（英语：21st Theater Sustainment Command）
  - 第7任務支援司令部（英语：7th Mission Support Command）（預備役）
  - 第7工兵旅（英语：7th Engineer Brigade (United States)）
  - 第16保障旅（英语：16th Sustainment Brigade）
  - 第18憲兵旅
  - 第30醫療旅（英语：30th Medical Brigade (United States)）
  - 第405野戰支援旅（英语：405th Army Field Support Brigade (United States)）
  - 第409承包支援旅（英语：409th Contracting Support Brigade）
- 美國陸軍北約旅
- 美國陸軍歐洲樂隊與合唱團（英语：United States Army Europe Band and Chorus）
- 第19戰場協調分遣隊
- 美國陸軍飛行作戰分遣隊

其他支援單位：
- 第66軍事情報旅（英语：66th Military Intelligence Brigade）（情報與安全司令部）
- 第2戰區通信旅（英语：2d Signal Brigade (United States)）（網路企業科技司令部）
- 第598運輸旅（地面部署與分配司令部）
- 第5憲兵營（刑事調查司令部）
- 美国陆军工程兵团欧洲区（英语：U.S. Army Corps of Engineers, Europe District）

## 備註
1. ↑  請不要與1952年正式成立的聯合司令部－美國歐洲司令部混淆。

1. ↑  美國部隊歐洲戰區總部：Headquarters, United States Forces European Theater，（HQ USFET）。
2. ↑  歐洲司令部總部：Headquarters, European Command，（HQ EUCOM）。
3. ↑  美國歐洲陸軍總部：Headquarters, United States Army, Europe，（USAREUR）。
4. ↑  美國歐洲陸軍與第七軍團總部與總部連：Headquarters and Headquarters Company, United States Army Europe and Seventh Army，（HHC USAREUR 7A）。
5. ↑  美國歐洲陸軍總部與總部營：Headquarters and Headquarters Battalion, United States Army Europe。